# Будинок Тойота-Майніті
Будинок Тойота-Майніті (яп. ミッドランドスクエア) — хмарочос в Наґоя, Японія. Висота будинку 247 метрів і він є найвищим будинком Наґої та п'ятим за висотою в Японії. В будинку 55 поверхів, з них 6 знаходяться під землею і 49 над землею. В будинку розташовані кінотеатри, магазини та автомобільний салон. Також в ньому розташовані офіси великих компаній: Toyota Motor Corporation, Towa Real Estate та Майніті Сімбун, на останніх двох поверхах розташована обсерваторія. Будівництво було розпочато в 2003 році і завершено 29 вересня 2006, 6 березня 2007 року відбулося офіційне відкриття. 
В будинку працюють двоповерхові ліфти, котрі долають выдстань выд першого до останнього поверху за 40 секунд.

## Галерея

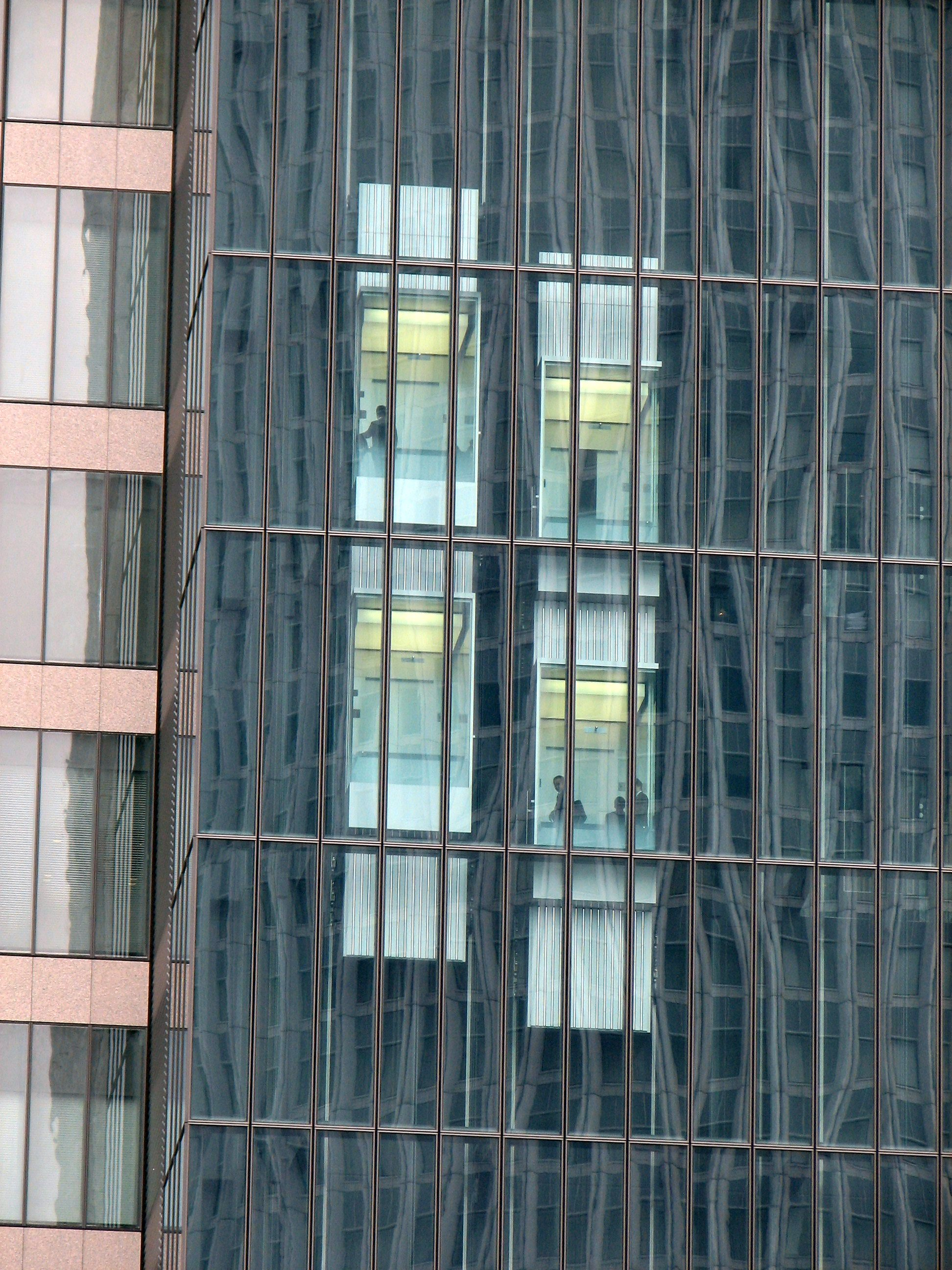
Двоповерхові ліфти
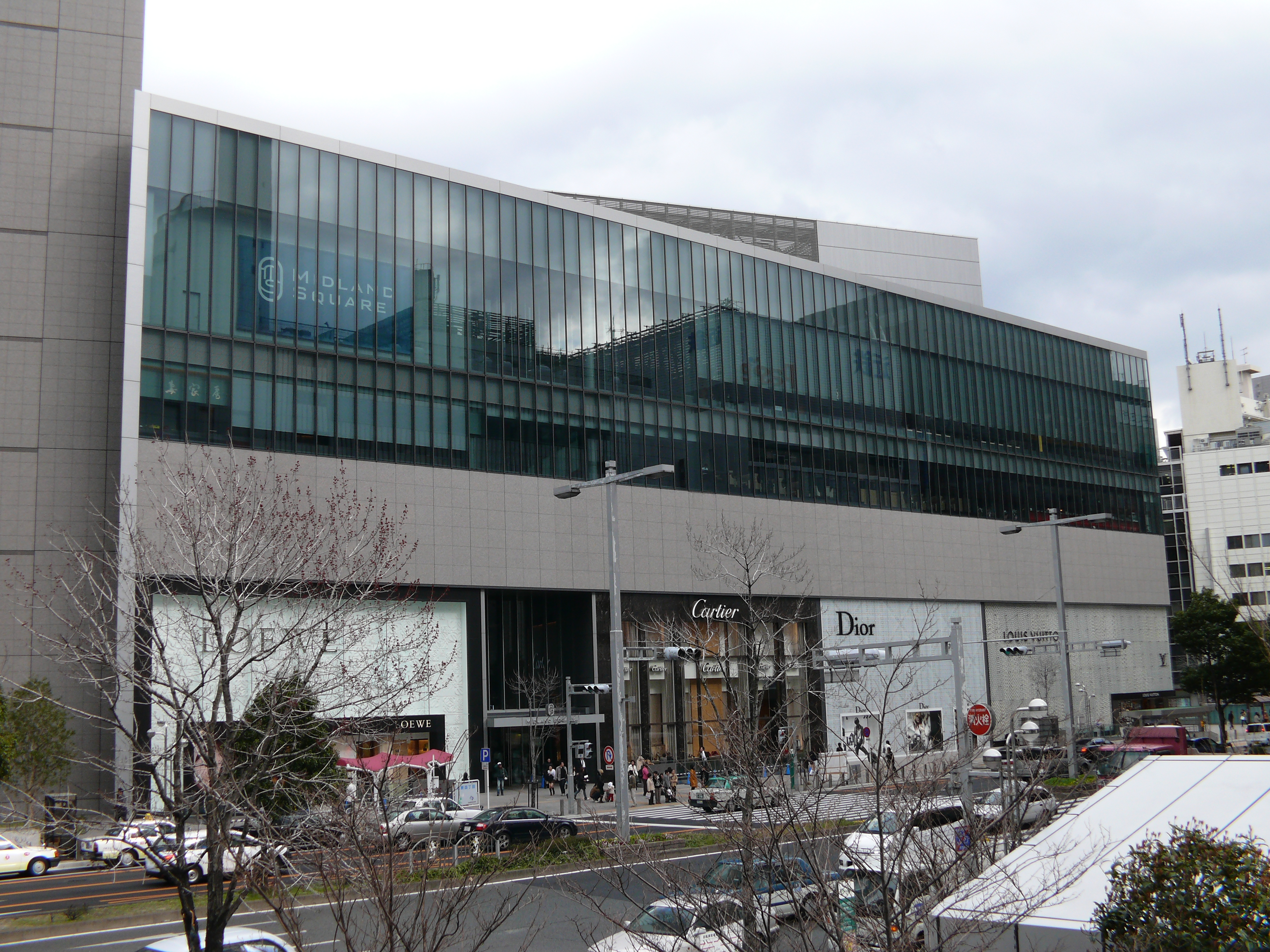
Торговий центр
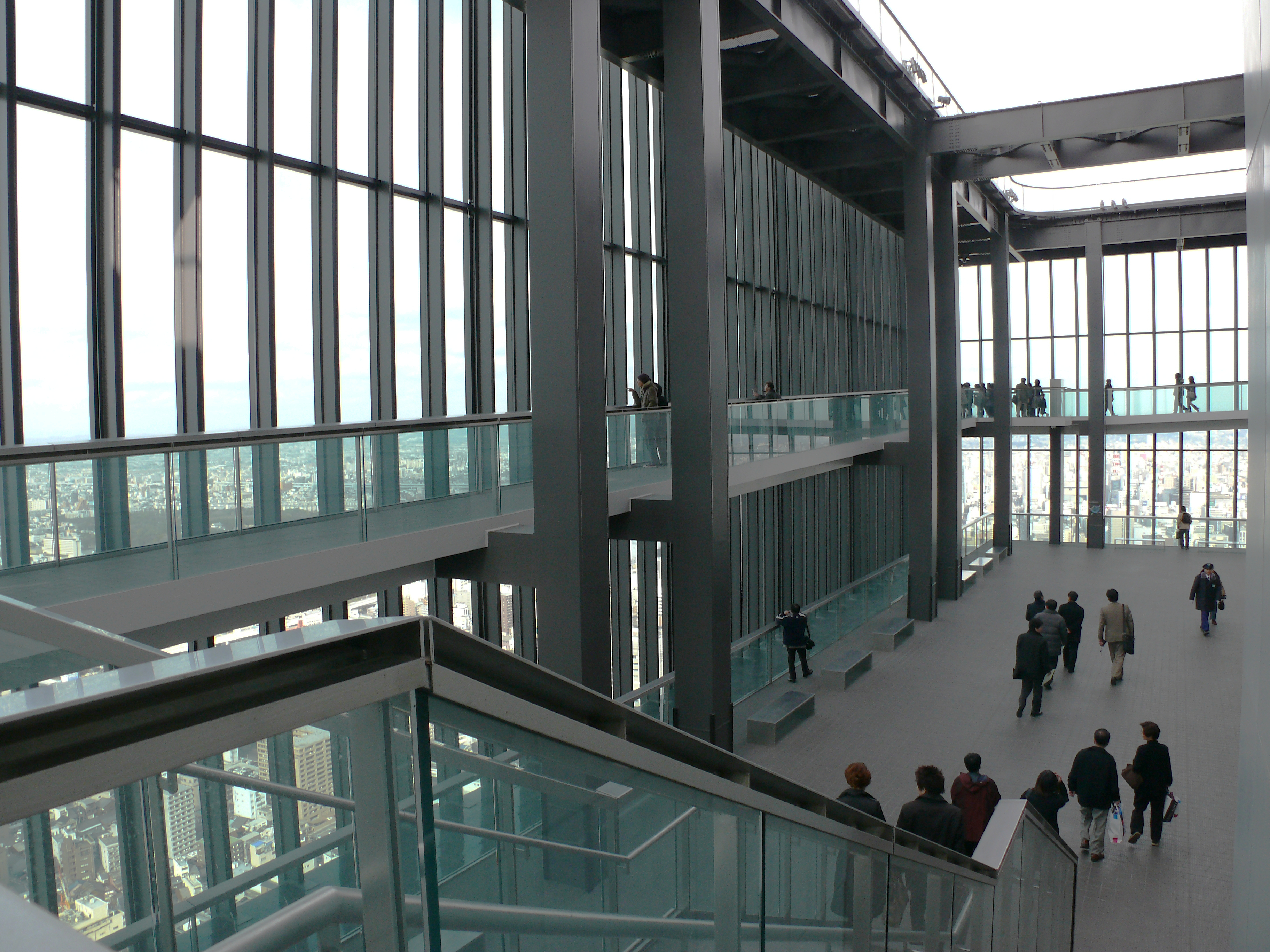
Обсерваторія
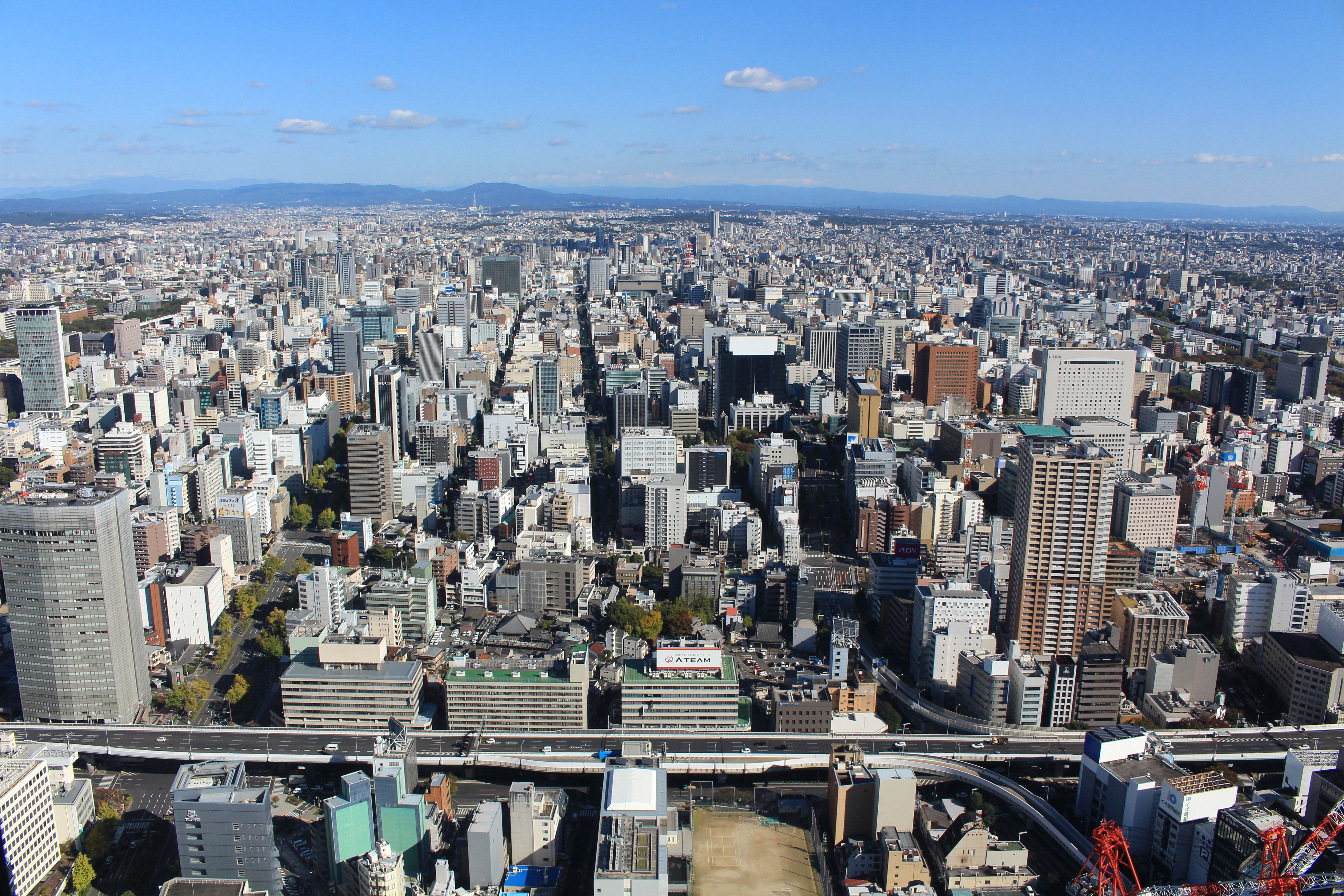
Вид на місто з обсерваторії